# Білоруська (станція метро, Кільцева лінія)
55°46′36.36″ пн. ш. 37°35′01.68″ сх. д. / 55.7767667° пн. ш. 37.5838000° сх. д.
«Білоруська» — станція Кільцевої лінії Московського метрополітену. Розташована під площею «Тверська Застава» між станціями «Краснопресненська» і «Новослобідська», на території Тверського району Центрального адміністративного округу Москви.
Станція відкрита 30 січня 1952 у складі черги «Курська» — «Білоруська». Названа по Білоруському вокзалу, біля якого розташована. Має перехід на станцію «Білоруська» Замоскворіцької лінії.

## Вестибюлі й пересадки
У станції два вестибюлі — наземний і підземний. Перший (західний, наземний) вестибюль відкрито в 1952 році, другий (східний, підземний) — в 1997 році.
Західний наземний вестибюль станції знаходиться біля Білоруського вокзалу, на розі Грузинського валу і площі Тверської застави. Східний вестибюль відкритий 25 серпня 1997 на Лісовій вулиці. Для того, щоб потрапити з платформи у вестибюль, потрібно пройти по сходах, потім по невеликому коридору до ескалаторів. Там чотири ескалатори типу ЕТ-3М, встановлені в 1997 році. Два наземних павільйони виводять в місто: один — до вулиць Тверська-Ямська, Бутирського валу, Лісового й Заставного провулків, другий — на вулицю Бутирський вал.

### Пересадки
- Метростанцію  «Білоруська»
- Залізничну та МЦД станцію    Москва-Пасажирська-Смоленська
- Автобуси: м1, м32, е30, е30к, 27, 82, 116, 345, с356, 366, 382, с484, с532, 905, т18, т54, т56, т70, т78, н1, н12;;
- Трамваї: 7, 9

## Технічна характеристика
Конструкція станції — пілонна трисклепінна (глибина закладення — 42,5 метра). Діаметр центрального залу — 9,5 м.

## Архітектура та оздоблення

### Вестибюлі

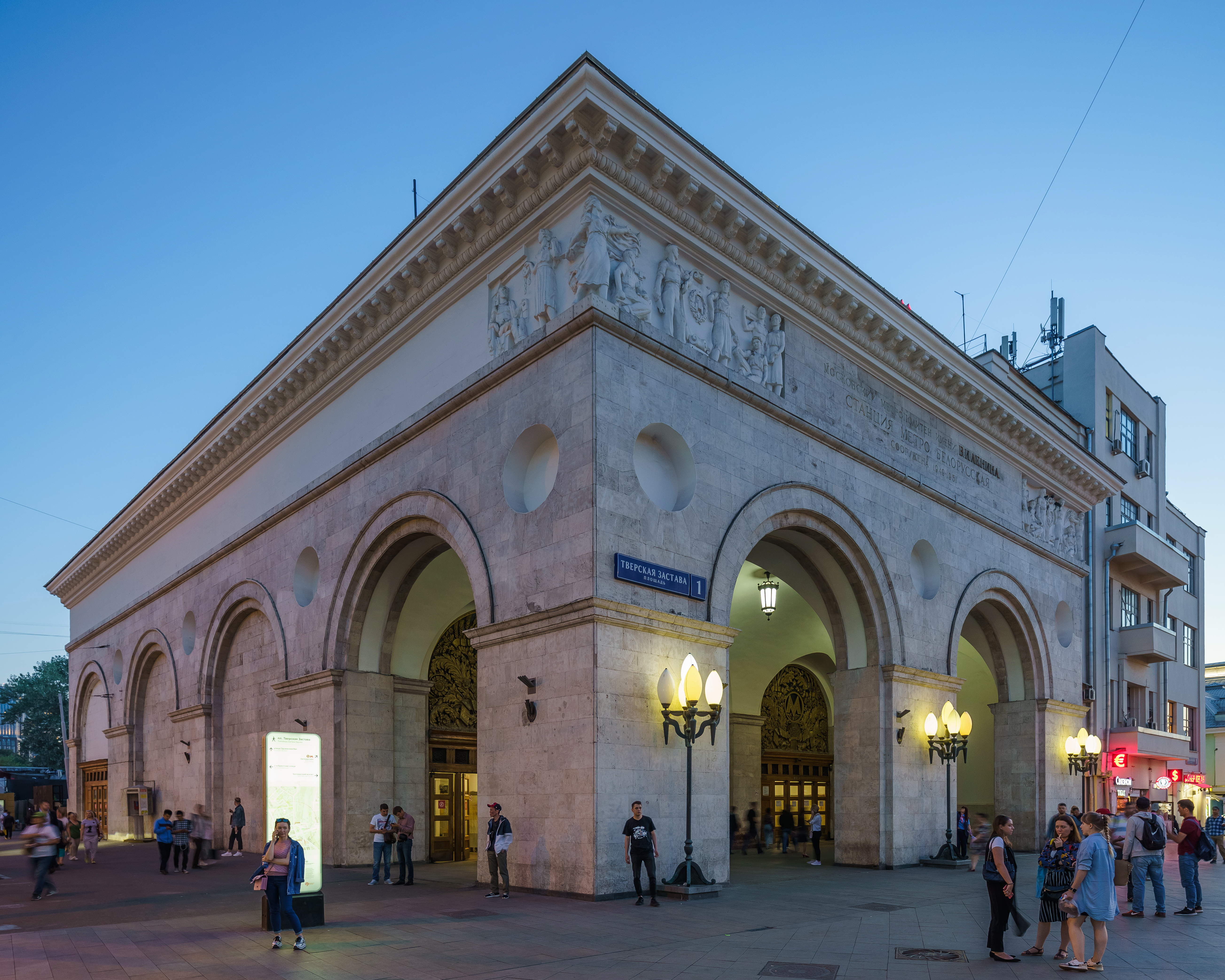

Західний наземний вестибюль станції є масивною квадратною триповерховою будівлею. Перед фасадом на площі Тверська Застава розташовується портал з високими арками між пілонами-простінками. По фасаду знаходяться арки входу і виходу із заскленим склепінчастим верхом під золоченими металевими ґратами. Між дверними арками — ступінчастий спадаючий фонтан. Барельєфи по фризу вестибюля, що зображують велич радянського народу-переможця. Вхід на станцію здійснюється через вузький овальний касовий аванзал. Стіни близько турнікетів оздоблені червоним мармуром, який іноді ще називають «мармуровидним вапняком». У стінах можна побачити скам'янілих молюсків. Аванзал з'єднаний зігнутим проходом з перехідною камерою, яка оздоблена світлим мармуром. Перехідна камера завершується вхідною аркою ескалаторного залу. Шестикутний купольний ескалаторний зал ускладнений шістьма арками: для входу, виходу, ескалаторного тунелю і три декоративних. Над арками величезні склепінні вікна з металевими ґратами. Склепіння спирається на шість декоративних колон, оздоблених білим мармуром, з доричними капітелями. Вихід на вулицю здійснюється через короткий коридор з біломармуровим оздобленням стін. У ескалаторному тунелі три ескалатори типу ЕМ-4, встановлені в 1952 році.

### Станція
Пілони оздоблені світлим мармуром «коєлга». Вони гармонійно розширюються вгору, але не переходять у склепіння, а відділяються від них простими за формою елегантними карнизами. Колійні стіни спочатку були оздоблені дрібною кольоровою метлаською плиткою, при реконструкції — білою керамічною плиткою. На колійних стінах під основою склепіння розташовані пілястри. Підлога початково була зроблена з декоративним візерунком на підлозі у вигляді традиційної білоруської вишивки. Спочатку його виконали з багатобарвної (сірої, білої і червоної) керамічної плитки. При реконструкції, проведеної в 1994 році, плитка була замінена на полірований граніт зі значним спрощенням оригінального візерунка. Світильники, розміщені на пілонах, виконані у вигляді ваз із скла і мармуру.

## Перехід на Замоскворіцьку лінію
З центру залу можна здійснити пересадку на Замоскворіцьку лінію (перехід відкритий в 1952 році). Перехід починається сходами на місток через платформу у бік «Краснопресненської». За містком розташована склепінчаста квадратна перехідна камера, далі за аркою — ескалаторний аванзал. Аванзал обладнаний тристрічковим ескалатором типу Е25Т з балюстрадами з нержавіючої сталі. Ескалатор веде в прямокутну склепінчасту перехідну камеру верхнього рівня. В її торці розташована монументальна скульптурна група «Білоруські партизани». Там же встановлені вісім оригінальних торшерів, оздоблених мармуром і кам'яною мозаїкою. Підлогу переходу покрито червоним і чорним гранітом, стіни оздоблені мармуром.

## Колійний розвиток

Схема колійного розвитку станції «Білоруська»

У межах станції знаходяться 3 стрілочних переводи, і 1 станційна колія для обороту та відстою рухомого складу, що переходить у ССГ прямує до електродепо «Червона Пресня».